# Seznam nosilcev spominskega znaka Zvest Sloveniji 1991
Seznam nosilcev spominskega znaka Zvest Sloveniji 1991.

## Seznam
(datum podelitve - ime)
- 22. julij 1998 - Aleksander Podgoršek

- 24. oktober 2000 - Robi Perko

- oktober 2003 - Tomaž Topole

- 14. september  1994 - Mehmed Murtić